# حسینیه بالا دست
حسینیه بالا دست مربوط به دوره قاجار است و در شهرستان نائین، بخش انارک، دهستان چوپانان، روستای نیستانک، محله بالاده واقع شده و این اثر در تاریخ ۲۳ بهمن ۱۳۸۵ با شمارهٔ ثبت ۱۷۳۴۹ به‌عنوان یکی از آثار ملی ایران به ثبت رسیده است.